# Família Souza Leão

Armas do visconde de Tabatinga, utilizada por vários Souza Leão.

Armas do Barão de Morenos, utilizada por seu irmão, o visconde de Campo Alegre.

Souza Leão é uma ilustre e tradicional família brasileira de Pernambuco. 
A família era tradicionalmente proprietária de vastos engenhos, sendo a maior parte deles em Pernambuco. Os Souza Leão estão presentes em Pernambuco desde o século XVII. Tendo a família ocupado poderosos cargos políticos, quase sempre representando Pernambuco. Para se ter uma ideia da riqueza e do poder dessa família, o barão de Morenos, Antônio de Souza Leão, sozinho, era proprietário de oito engenhos: Morenos, Catende, Xixaim, Viagens, Pitimbu, Carnijó, Bom-dia e Brejo.
Muitos Souza Leão também seriam agraciados com títulos nobiliárquicos da nobreza do Império do Brasil. 
A família também acabaria por batizar o famoso bolo Souza Leão, iguaria pernambucana que tem o título de Patrimônio Cultural e Imaterial do Estado de Pernambuco — outorgado pela Lei 13.428 de 2008. A receita do bolo foi inventada por Dona Rita de Cássia Souza Leão Bezerra Cavalcanti, esposa do coronel Agostinho Bezerra da Silva Cavalcanti, senhor do Engenho São Bartolomeu. O bolo foi provado pelo imperador Dom Pedro II e pela imperatriz D. Teresa Cristina, quando ambos visitaram Pernambuco, em 1859.
Entre alguns membros da família:
- Domingos Francisco de Souza Leão, visconde de Tabatinga – deputado;
- Luís Filipe de Souza Leão – desembargador e político brasileiro, senador do Império e ministro da Marinha;
- João Leão - atual vice-governador da Bahia.
- Domingos de Souza Leão, 2.° barão de Vila Bela – político brasileiro, presidente da província de Pernambuco;
- Augusto de Souza Leão, barão de Caiará – político brasileiro, presidente da província de Pernambuco;
- Inácio Joaquim de Souza Leão, barão de Souza Leão – político brasileiro, presidente da província de Pernambuco;
- José de Souza Leão, barão de Gurjaú - coronel da Guarda Nacional e juiz de paz.
- Joaquim de Souza Leão, barão e visconde de Campo Alegre;
- Umbelino de Paula de Souza Leão, barão de Jaboatão - major da Guarda Nacional.
- Antônio de Souza Leão, barão de Morenos;
- Luís de Souza Leão - explorador pernambucano, foi o fundador de alguns povoamentos na região da Alta Paulista.
- Eurico de Souza Leão - político, advogado e chefe de polícia pernambucano.
- Manuel do Rego Barros Souza Leão - neto do visconde de Tabatinga, foi presidente da província do Piauí.
- Maria Luiza de Souza Leão Gonçalves - neta de Luís Felipe de Souza Leão, casou-se com João Pessoa, sobrinho de Epitácio Pessoa.
- Francisco Magariños de Souza Leão - filho do segundo barão de Vila Bela, casou-se com Erotides de Oliveira Castro, filha do barão de Benfica.
- Carlota de Souza Leão - baronesa de Paraim, por seu casamento com o barão de Paraim, José da Cunha Lustosa, que vinha a ser irmão do barão de Santa Filomena e do 2.° marquês de Paranaguá.
- Teresa Portela de Souza Leão - baronesa de Soledade, por seu casamento com o segundo barão de Soledade, José Pereira Viana. Era filha do barão de Souza Leão.
- Inês Escolástica de Souza Leão - baronesa de Caxangá, por seu casamento com o barão de Caxangá, Lourenço Bezerra Alves da Silva. Era filha de José Felipe de Souza Leão, sobrinha do visconde de Campo Alegre e do barão de Morenos.[3]
- Célia de Souza Leão - primeira esposa de Miguel Arraes, mãe de Ana Arraes e Guel Arraes, e avó de Eduardo Campos. Era descendente do 2.° barão de Vila Bela.
- João Cabral de Melo Neto - poeta e diplomata, era neto de Maria Rita de Souza Leão e bisneto de Felipe de Souza Leão.
- Samuel de Souza Leão Gracie - diplomata, foi embaixador do Brasil no Chile (1940-1946), em Portugal (1947-1952) e no Reino Unido (1952-1956).[4]
- Armínio Fraga, economista, sócio-fundador da Gávea Investimentos e presidente do Banco Central do Brasil (1999-2003), é descendente do barão de Morenos.[5]
- Paulo Leão, ator e diretor de teatro, tv e cinema, premiado internacionalmente. É o criador do Teatro dos Sentidos e fundador da produtora OlharFilmes/Samsara Film.[6]